# NHK攝影棚公園

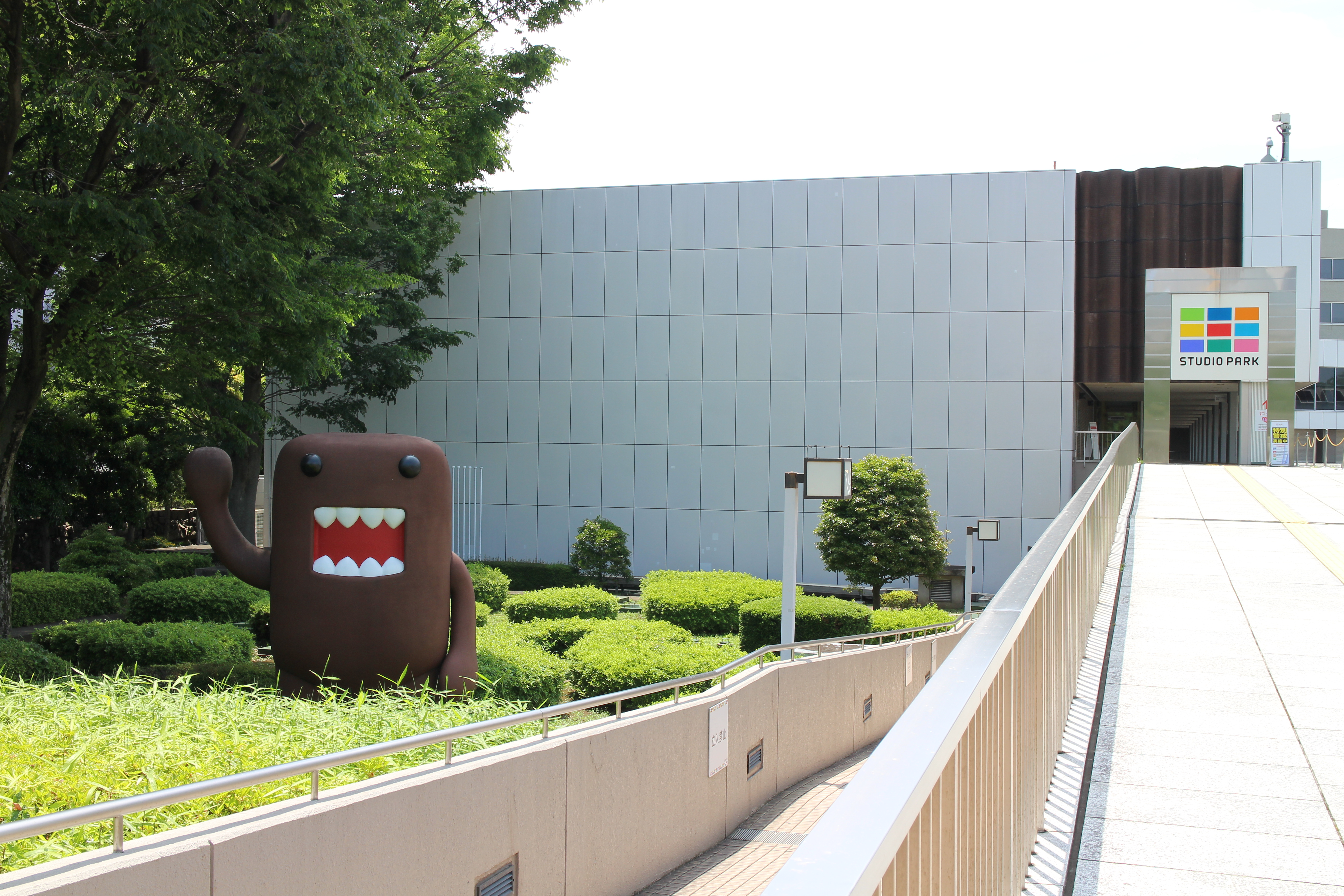
NHK攝影棚公園的入口

NHK攝影棚公園（日语：NHKスタジオパーク）是位於日本東京都澀谷區NHK广播电视中心內的一個觀光設施。NHK攝影棚公園開園於1965年，最初是日本放送協會（NHK）總部內開放普通民眾參觀的部分。1985年改名為NHK展示廣場（日语：NHK展示プラザ）。1995年3月22日，作為放送70週年紀念事業的一部分，NHK展示廣場改建為NHK攝影棚公園並重新開業。
NHK綜合頻道現場直播節目《攝影棚紀實》（日语：スタジオパークからこんにちは）每集開場即在NHK攝影棚公園做外景直播。
2020年5月，因改建NHK广播电视中心，NHK攝影棚公園關閉。